# Kepler-186f
Kepler-186f es el primer planeta de tamaño similar a la Tierra que ha sido descubierto en la zona habitable de una estrella. Es el último de los cinco planetas que orbitan esa estrella (tras Kepler-186b, Kepler-186c, Kepler-186d y Kepler-186e), todos ellos descubiertos por el telescopio Kepler de la NASA.
Hasta abril de 2014, Kepler-186f es el planeta más pequeño encontrado dentro de la zona habitable de una estrella y se cree que pueda albergar agua en forma líquida. Se encuentra a unos 492,3 años luz de nuestro planeta y su radio es tan sólo un 11% más grande que el del planeta azul.

## Parámetros orbitales relativas a la zona habitable

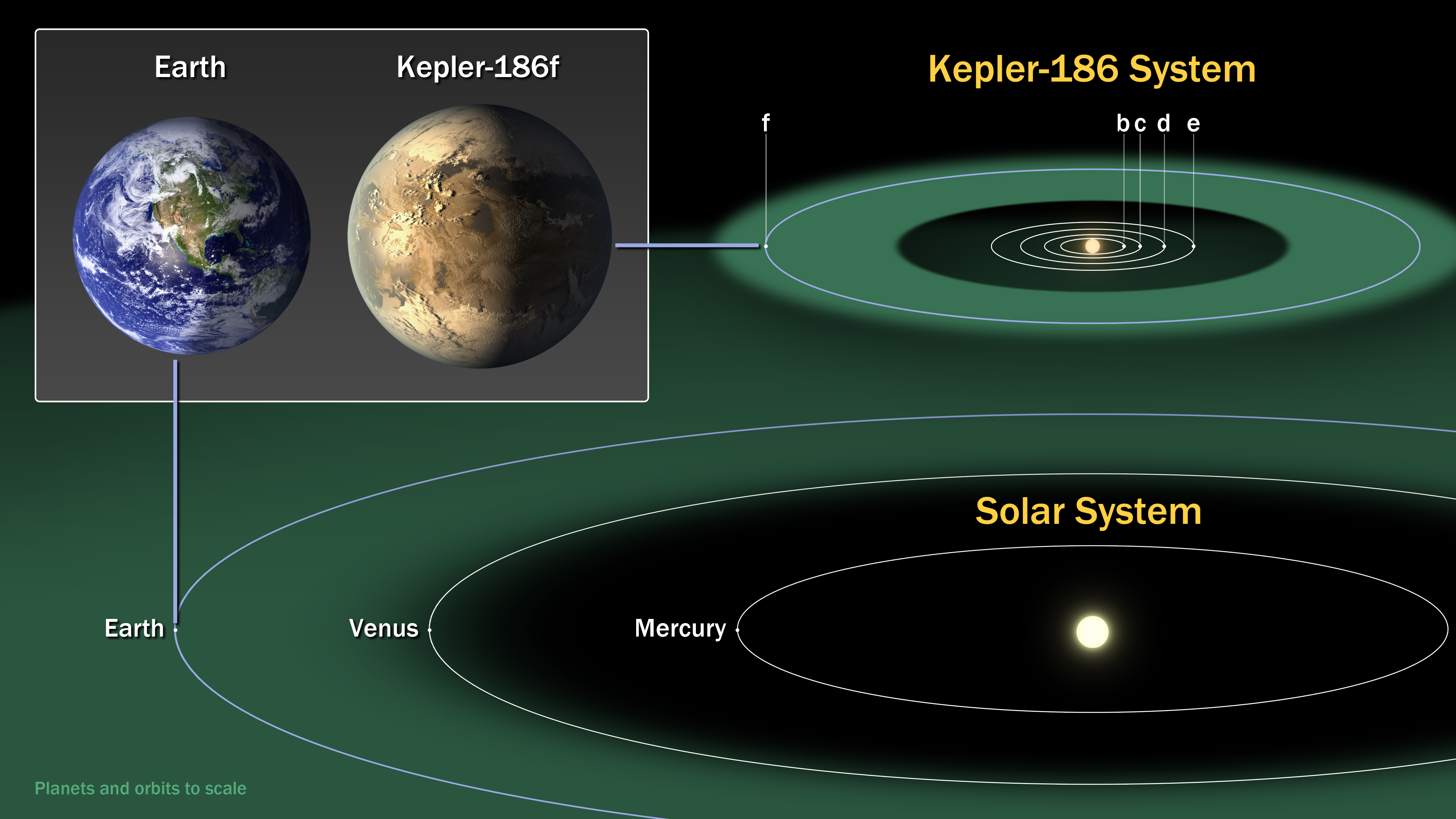
Comparación del sistema Kepler-186 y el sistema solar (17 de abril de 2014).

Se trata del planeta más pequeño descubierto que orbita dentro de la zona de habitabilidad de su estrella, aunque en su zona más externa. Similar a la órbita de Marte con el Sol, pero con un periodo orbital menor, de 129,9 días. Su temperatura es de -46 °C de media, suponiendo una atmósfera como la de la Tierra. Su índice de similitud a la Tierra es de un 64 %, igual que Marte. Sin embargo, si su atmósfera fuera más densa, su temperatura sería mayor. Por otro lado, aunque orbite una estrella enana roja, puede estar lo suficientemente lejos para que el efecto de anclaje por marea no se produzca, y el planeta pueda rotar.
Al ser un planeta similar en tamaño al de la Tierra, de ser rocoso y con océanos, su gravedad se espera que sea similar a la de la Tierra.

## Masa, densidad y composición

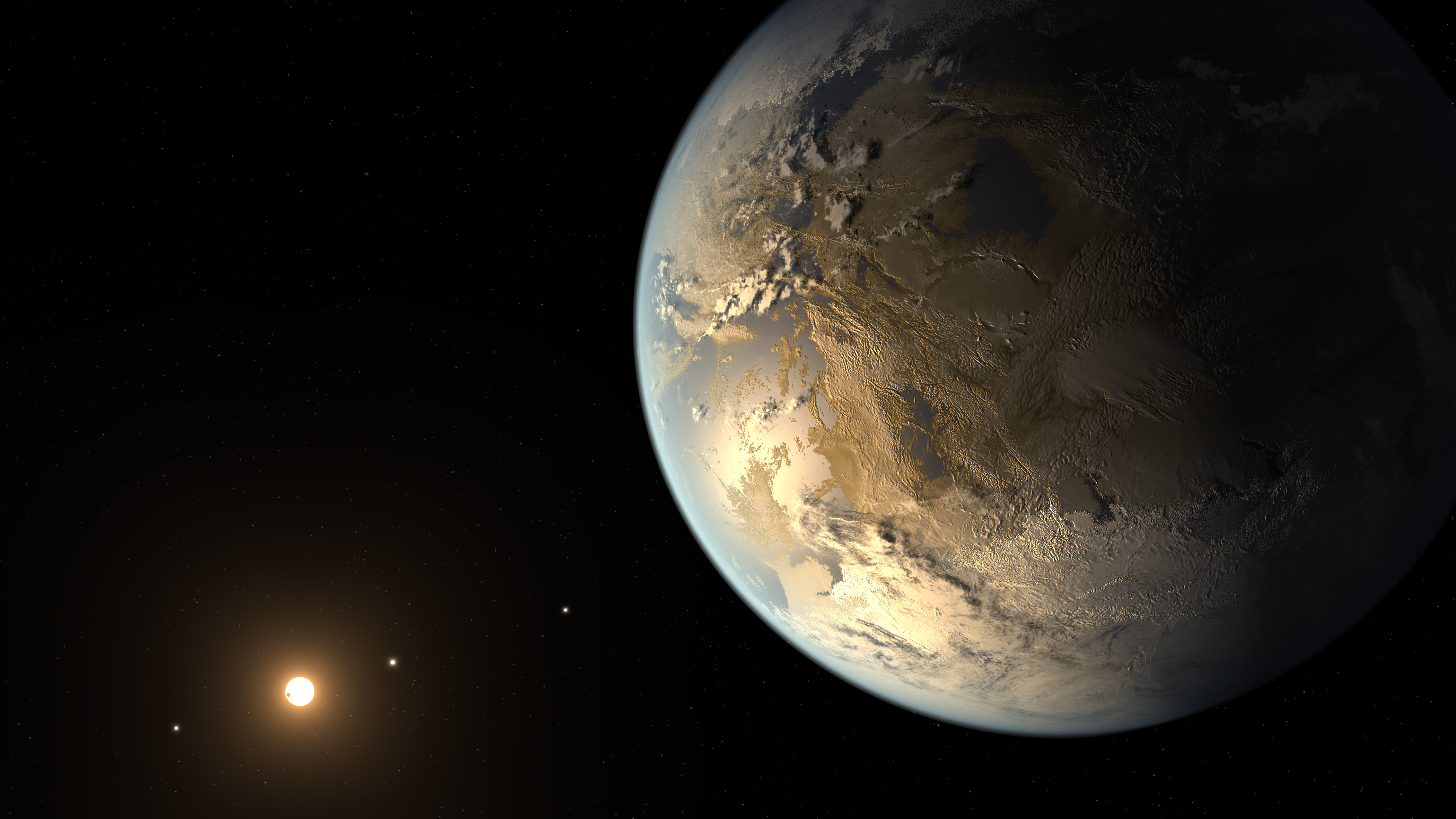
Concepto de un artista de un exoplaneta rocoso del tamaño de la Tierra en la zona habitable de su estrella anfitriona, posiblemente compatible con los datos conocidos de Kepler-186F (NASA/SETI/JPL).

La única propiedad física derivable directamente de las observaciones (además del período orbital) es la razón entre el radio del planeta y el de la estrella central, que se deriva de la cantidad de ocultación de la luz estelar durante un tránsito. Esta proporción se midió que era 0,021. Esto produce un radio planetario de 1,11 ± 0,14 veces la de la Tierra, teniendo en cuenta la incertidumbre en el diámetro de la estrella y el grado de ocultación. Por lo tanto, el planeta es aproximadamente 11 % más grande en el radio que la Tierra (entre el 4,5 % más pequeño y un 26,5 % más grande), dando un volumen de aproximadamente 1,37 veces el de la Tierra (entre 0,87 y 2,03 veces mayor).
Su masa solo puede ser estimada mediante la combinación del radio y una estimación de la densidad derivada de una composición planetaria supuesta; que podría ser un planeta terrestre rocoso o un planeta océano de menor densidad con una atmósfera densa. Sin embargo, se cree poco probable una atmósfera masiva de helio/hidrógeno (H/He)   en un planeta con un radio inferior a 1,5  R ⊕. Los planetas con un radio de más de 1,5 veces el de la Tierra tienden a acumular esas gruesas atmósferas que los harían menos probables de ser habitables. Las enanas rojas emiten un flujo ultravioleta extremo ( XUV ) mucho más fuerte cuando son jóvenes que más adelante en su vida; la atmósfera primordial del planeta habría sido sometida a elevada  fotoevaporación durante ese período, lo que probablemente habría eliminado en gran medida cualquier dotación rica en H/He a través de la  pérdida de masa hidrodinámica.
Las estimaciones de masa varían desde 0,32  M ⊕ para una composición de agua/hielo puro a 3,77 M ⊕ si se compone enteramente de hierro (ambos extremos inverosímiles). Para un cuerpo con un radio de 1,11 R  ⊕ , una composición similar a la (1/3 de hierro, 2/3 rocas de silicatos) de la Tierra produce una masa de 1,44 M ⊕, teniendo en cuenta la densidad más alta debido al mayor promedio de presión en comparación con la Tierra.

## Posibilidad de vida
Se cree que existe la posibilidad de que haya vida en el planeta, ya que se encuentra en una zona habitable y tiene características similares a las de la Tierra. Sin embargo, al tener una temperatura media tan baja (-46 °C/227 K), es probable que pueda llegar a haber aún más frío alrededor del planeta.

## Objetivo de investigación SETI
Como parte de la búsqueda de inteligencia extraterrestre, el Allen Telescope Array había buscado emisiones de radio del sistema Kepler-186 por alrededor de un mes desde el 17 de abril de 2014. No se encontraron señales atribuibles a tecnología extraterrestre en ese intervalo. Para ser detectables, sin embargo, dichas transmisiones, si se irradian isótropicamente, tendrían que ser al menos 10 veces más fuertes que las del Observatorio de Arecibo. Dada la distancia interestelar de 492 años luz, cualquier señal detectable desde la Tierra en el presente hubiera sido emitida con anterioridad a 1522.